# Катрін Сюїр
Катрін Сюїр (фр. Catherine Suire, нар. 15 вересня 1959) — колишня французька тенісистка, учасниця Олімпійських ігор в Сеулі. 
Здобула вісім парних титулів туру WTA.
Найвищу одиночну позицію світового рейтингу — 52 місце досягла 14 травня 1984, парну — 13 місце — 18 липня 1988 року.

## Фінали турнірів WTA

### Одиночний розряд (1 поразка)
| Легенда                        |
| ------------------------------ |
| Турніри Великого шлема турніри |
| WTA Championships              |
| Virginia Slims                 |
| Tier I                         |
| Tier II                        |
| Tier III                       |
| Tier IV & V                    |

| Результат | Ранг | Дата           | Турнір                                   | Покриття  | Опонент        | Рахунок  |
| --------- | ---- | -------------- | ---------------------------------------- | --------- | -------------- | -------- |
| Поразка   | 1.   | 9 березня 1986 | Virginia Slims of Pennsylvania 1986, США | Килим (i) | Дженін Томпсон | 1–6, 4–6 |

### Парний розряд (8 wins, 8 losses)
| Результат | Ранг | Дата                          | Турнір                                | Покриття   | Партнер             | Опоненти                               | Рахунок            |
| --------- | ---- | ----------------------------- | ------------------------------------- | ---------- | ------------------- | -------------------------------------- | ------------------ |
| Перемога  | 1.   | 21 жовтня 1985                | Брайтон, Велика Британія              | Килим (i)  | Лорі Макніл         | Барбара Поттер Гелена Сукова           | 4–6, 7–6(7–3), 6–4 |
| Поразка   | 1.   | 24 лютого 1986                | Оклагома-Сіті, США                    | Килим (i)  | Лорі Макніл         | Марселла Мескер Паскаль Параді         | 6–2, 6–7(1–7), 1–6 |
| Перемога  | 2.   | 18 травня 1987                | Internationaux de Strasbourg, Франція | Ґрунт      | Яна Новотна         | Кетлін Горват Марселла Мескер          | 6–0, 6–2           |
| Перемога  | 3.   | 3 серпня 1987                 | Southern California Open, США         | Тверде     | Яна Новотна         | Еліз Берджін Шерон Волш                | 6–3, 6–4           |
| Поразка   | 2.   | 26 жовтня 1987                | Zurich Open, Швейцарія                | Килим      | Яна Новотна         | Наталі Ерреман Паскаль Параді          | 3–6, 6–2, 3–6      |
| Перемога  | 4.   | 22 лютого 1988                | Оклагома-Сіті, США                    | Килим      | Яна Новотна         | Катаріна Ліндквіст Тіна Шоєр-Ларсен    | 6–4, 6–4           |
| Поразка   | 3.   | 29 лютого 1988                | Вічита, США                           | Тверде (i) | Яна Новотна         | Наталія Єгорова Світлана Пархоменко    | 3–6, 4–6           |
| Перемога  | 5.   | 2 травня 1988                 | Мастерс Рим, Італія                   | Ґрунт      | Яна Новотна         | Дженні Бірн Janine Thompson            | 6–3, 4–6, 7–5      |
| Перемога  | 6.   | 17 липня 1988                 | Ніцца, Франція                        | Ґрунт      | Катрін Танв'є       | Ізабель Демонжо Наталі Тозья           | 6–4, 4–6, 6–2      |
| Поразка   | 4.   | 24 вересня 1989               | Париж, Франція                        | Ґрунт      | Наталі Ерреман      | Сандра Чеккіні Патрісія Тарабіні       | 1–6, 1–6           |
| Поразка   | 5.   | Virginia Slims of Moscow 1989 | Москва, USSR                          | Килим      | Наталі Ерреман      | Лариса Савченко-Нейланд Наташа Звєрєва | 3–6, 4–6           |
| Поразка   | 6.   | 28 квітня 1990                | Сінгапур                              | Тверде     | Паскаль Параді      | Джо Дьюрі Джилл Гетерінгтон            | 4–6, 1–6           |
| Поразка   | 7.   | 14 жовтня 1990                | Zurich Open, Швейцарія                | Килим      | Діанне Ван Ренсбург | Манон Боллеграф Ева Пфафф              | 5–7, 4–6           |
| Перемога  | 7.   | 23 лютого 1992                | Чезена, Італія                        | Килим      | Катрін Танв'є       | Сабін Аппельманс Раффаелла Реджі       | w/o                |
| Поразка   | 8.   | 2 лютого 1993                 | Open GDF Suez, Франція                | Килим (i)  | Джо Дьюрі           | Яна Новотна Андреа Стрнадова           | 6–7(2–7), 2–6      |
| Перемога  | 8.   | 18 квітня 1993                | Pattaya Women's Open, Таїланд         | Тверде     | Кеммі Макгрегор     | Патті Фендік Мередіт Макґрат           | 6–3, 7–6           |

## Фінали ITF

### Одиночний розряд (0–3)
| Легенда         |
| --------------- |
| Турніри $50,000 |
| Турніри $25,000 |
| Турніри $10,000 |

| Результат | Ранг | Дата              | Турнір                | Покриття   | Опонент              | Рахунок       |
| --------- | ---- | ----------------- | --------------------- | ---------- | -------------------- | ------------- |
| Поразка   | 1.   | 18 листопада 1979 | Гренобль, Франція     | Тверде (i) | Марі-Крістін Каллежа | 6–1, 4–6, 4–6 |
| Поразка   | 2.   | 2 грудня 1979     | Пуатьє, Франція       | Тверде (i) | Ізабель Верне        | 3–6, 3–6      |
| Поразка   | 3.   | 1 квітня 1991     | Мулен (Альє), Франція | Килим (i)  | Маркета Кохта        | 3–6, 4–6      |

### Парний розряд (4–2)
| Результат | Ранг | Дата            | Турнір                | Покриття   | Партнер         | Опоненти                             | Рахунок       |
| --------- | ---- | --------------- | --------------------- | ---------- | --------------- | ------------------------------------ | ------------- |
| Перемога  | 1.   | 4 грудня 1989   | Гавр, Франція         | Ґрунт      | Наталі Ерреман  | Stefanie Rehmke Mirijam Schweda      | 6–2, 6–0      |
| Перемога  | 2.   | 1 квітня 1991   | Мулен (Альє), Франція | Килим (i)  | Сандрін Тестю   | Інгелісе Дрігейс Луїс Флемінг        | 6–3, 6–4      |
| Перемога  | 3.   | 9 грудня 1991   | Валь-д'Уаз, Франція   | Тверде (i) | Ева Пфафф       | Pascale Paradis-Mangon Сандрін Тестю | 4–6, 6–3, 6–4 |
| Перемога  | 4.   | 7 грудня 1992   | Валь-д'Уаз, Франція   | Тверде (i) | Ізабель Демонжо | Сабін Аппельманс Жулі Алар-Декюжі    | 7–5, 6–4      |
| Поразка   | 5.   | 29 березня 1993 | Мулен (Альє), Франція | Тверде     | Ізабель Демонжо | Агнесе Блумберга Яна Поспішилова     | 6–3, 2–6, 4–6 |
| Поразка   | 6.   | 6 грудня 1993   | Валь-д'Уаз, Франція   | Тверде     | Ізабель Демонжо | Магдалена Фейстель Олена Макарова    | 6–2, 3–6, 4–6 |